# Cantó d'Oullins
El cantó d'Oullins és un antic cantó francès del departament del Roine, situat al districte de Lió. Compta amb el municipi d'Oullins. Va existir de 1973 a 2014.

## Municipis
- Oullins

| Data d'elecció | Identitat        | Partit           | Qualitat |
| -------------- | ---------------- | ---------------- | -------- |
| 1973-1976      | Paul Jordery     | SFIO, després PS |          |
| 1976-1982      | Roland Bernard   | PS               |          |
| 1982-1985      | Xavier Hamelin   | RPR              |          |
| 1985-1990      | Michel Terrot    | RPR              |          |
| 1990-1998      | Gilles Lavache   | UDF-FD           |          |
| 1998-2014      | Jean-Louis Ubaud | PS               |          |